# Kominek w Panieńskich Skałach
Kominek w Panieńskich Skałach – niewielkie schronisko w Panieńskich Skałach w Wolskim Dole w Lesie Wolskim w Krakowie. Pod względem geograficznym znajduje się w mezoregionie Pomost Krakowski, będącym częścią makroregionu Bramy Krakowskiej.

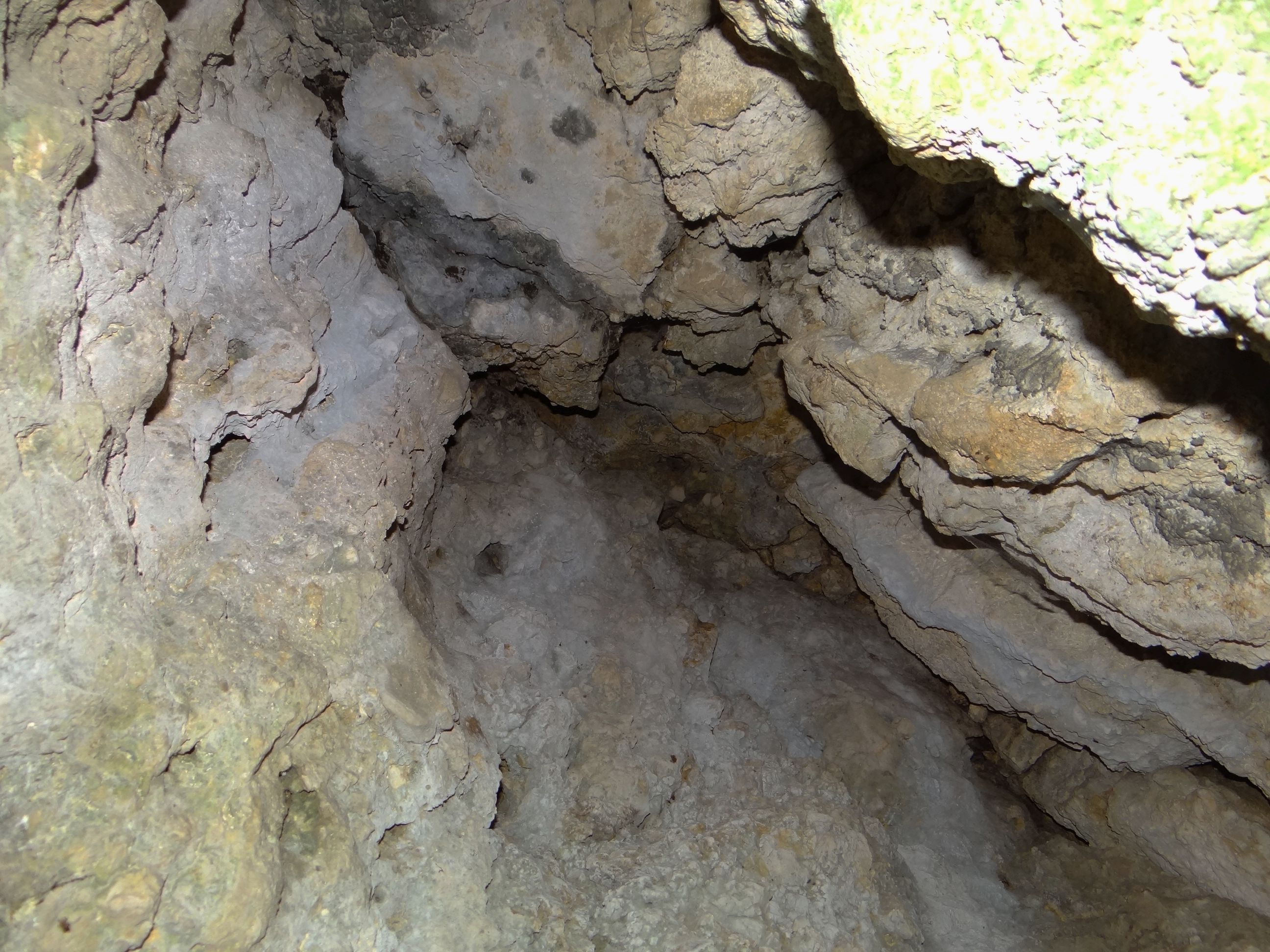

## Opis obiektu
Kominek znajduje się w prawych zboczach Wolskiego Dołu, w głównej grupie Panieńskich Skał, po prawej stronie szerokiej Wnęki w Panieńskich Skałach. Jego otwór znajduje się pod niewielkim okapem. Za otworem znajduje się kominek o wysokości 2,5 m, wychodzący na powierzchnię niewielkim oknem.
Komin powstał w wapieniach skalistych z jury późnej. Jest w całości oświetlony światłem słonecznym i suchy. Na ścianach występują niewielkie grzybki naciekowe. Namuliska brak.
Schronisko znane było od dawna. Po raz pierwszy zaznaczył go T. Fischer na szkicu Panieńskich Skał w 1938 roku. Dokumentację opracowali J. Baryła, M. Pruc i P. Malina w październiku 1999 r. Plan sporządził M. Pruc.